# Quartier-Maître Anquetil
Le Quartier-Maître Anquetil est un aviso de type A69 classe d'Estienne d'Orves de la Marine nationale. Son indicatif visuel était le F786. Sa ville marraine était Dinan.

## Origine du nom
L'aviso porte le nom du quartier-maître Bernard Anquetil (1916-1941), opérateur radio dans la Résistance, compagnon de la Libération.

## Service actif
Lancé en 1975, basé à Toulon, il est retiré du service le 30 juin 2000.

## Historique et opérations
Ce navire participa notamment à l'exfiltration du général Aoun du Liban en août 1991.
Il prendra également part à l'opération Sharp Guard entre 1992 et 1995 dans l'Adriatique.

## Revente
Il est vendu à la Turquie en 2000 et livré en 2001. Il reçoit alors le nom de TCG Bandirma.